# چا یون‌هی
چا یون‌هی (انگلیسی: Cha Yun-hee؛ زادهٔ ۲۶ فوریهٔ ۱۹۸۶) بازیکن فوتبال اهل کره جنوبی است.

وی همچنین در تیم‌های ملی فوتبال South Korea women's national under-20 football team و زنان کره جنوبی بازی کرده‌است.
وی در مسابقات کشوری و بین‌المللی در مجموع برندهٔ ۱ مدال برنز شده‌است.